# Mercado Central de Budapeste

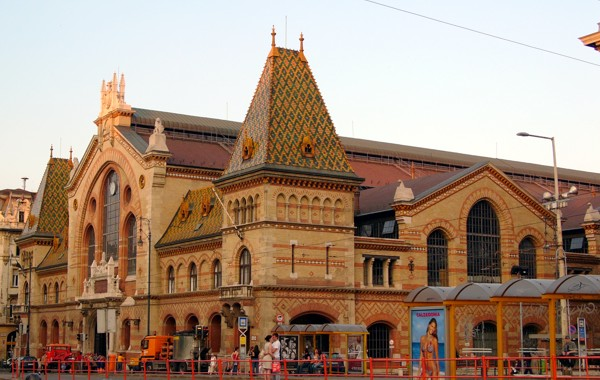
Fachada do Mercado Central

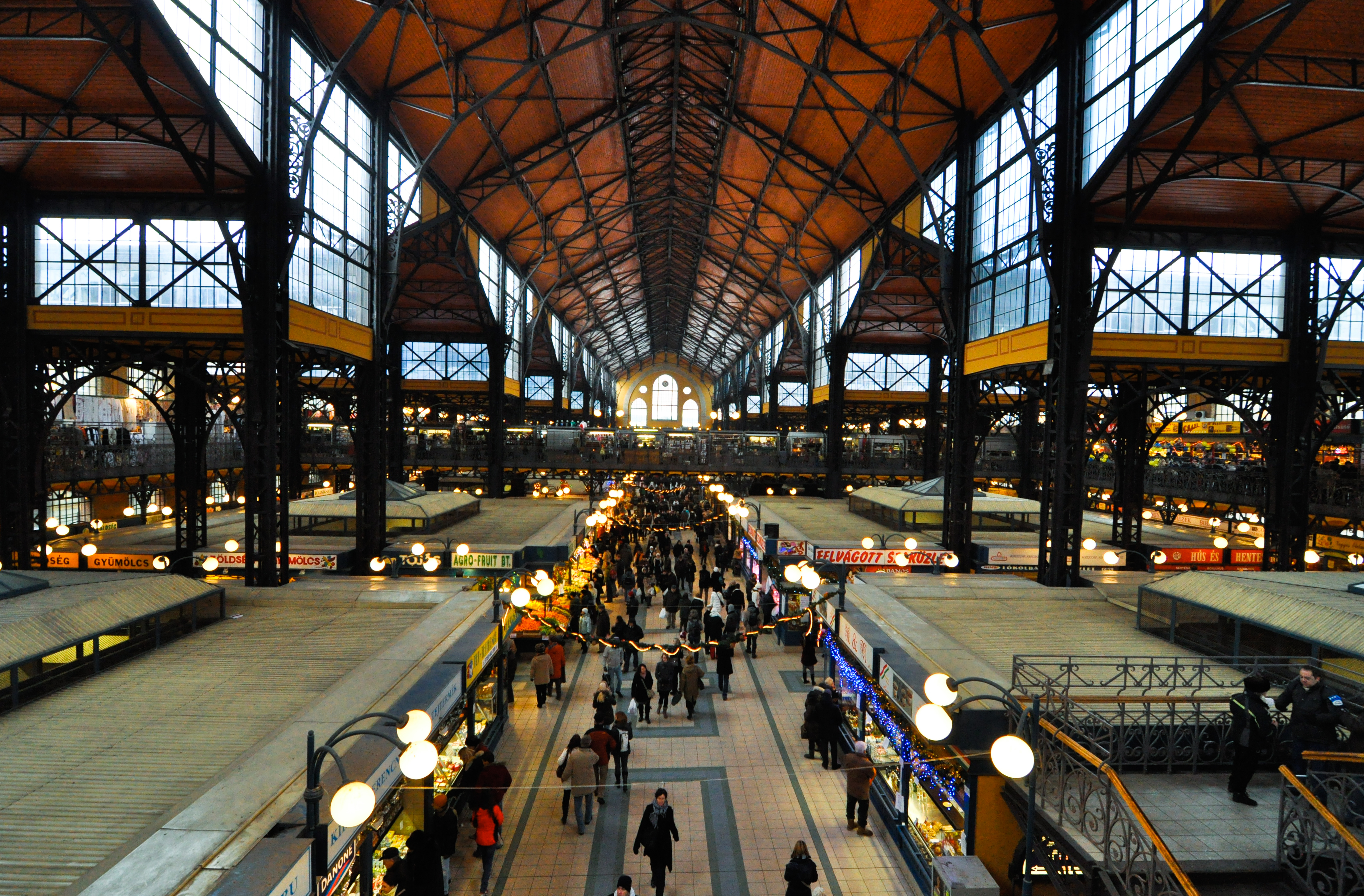
Interior do mercado

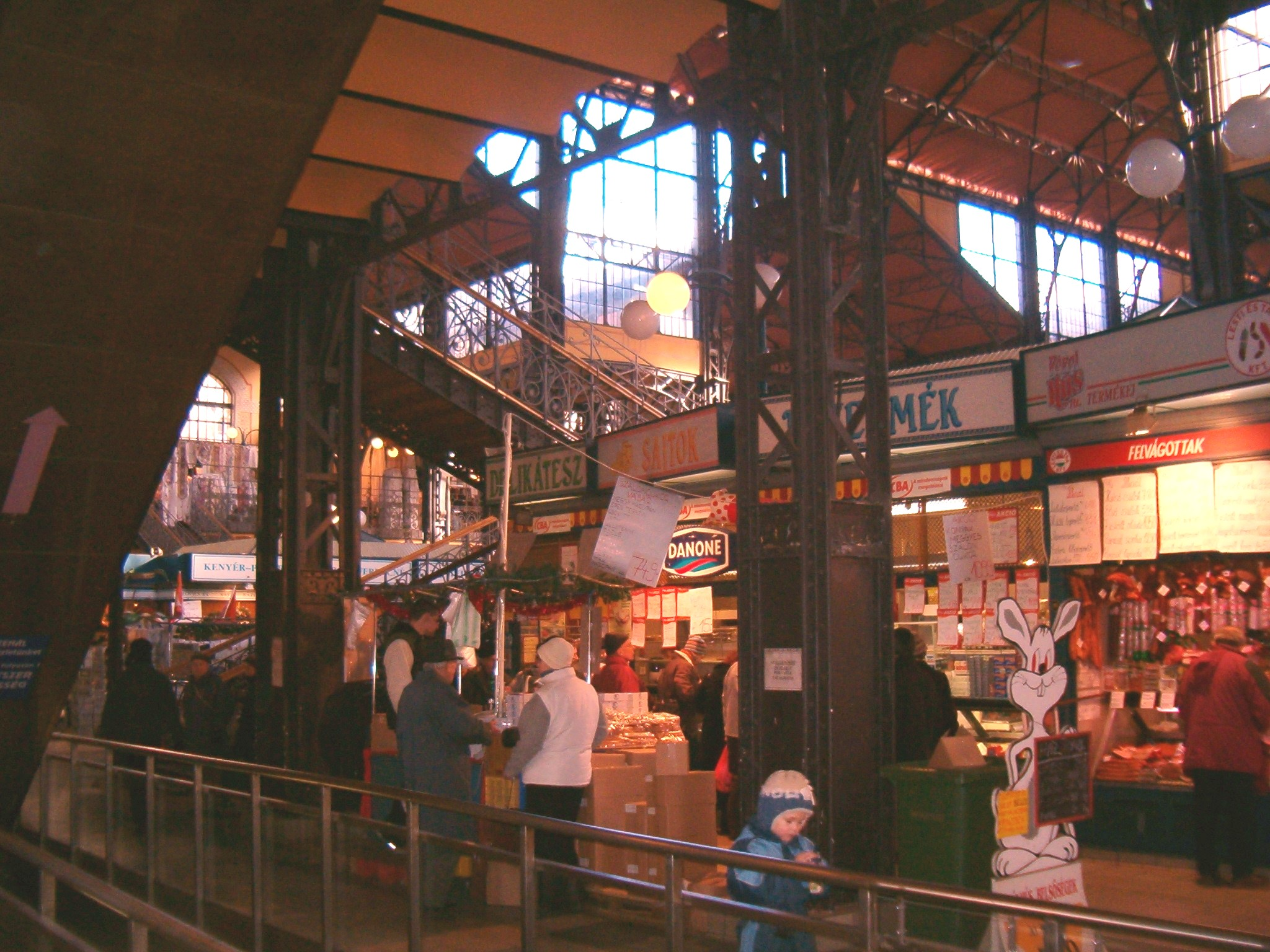
Interior do mercado

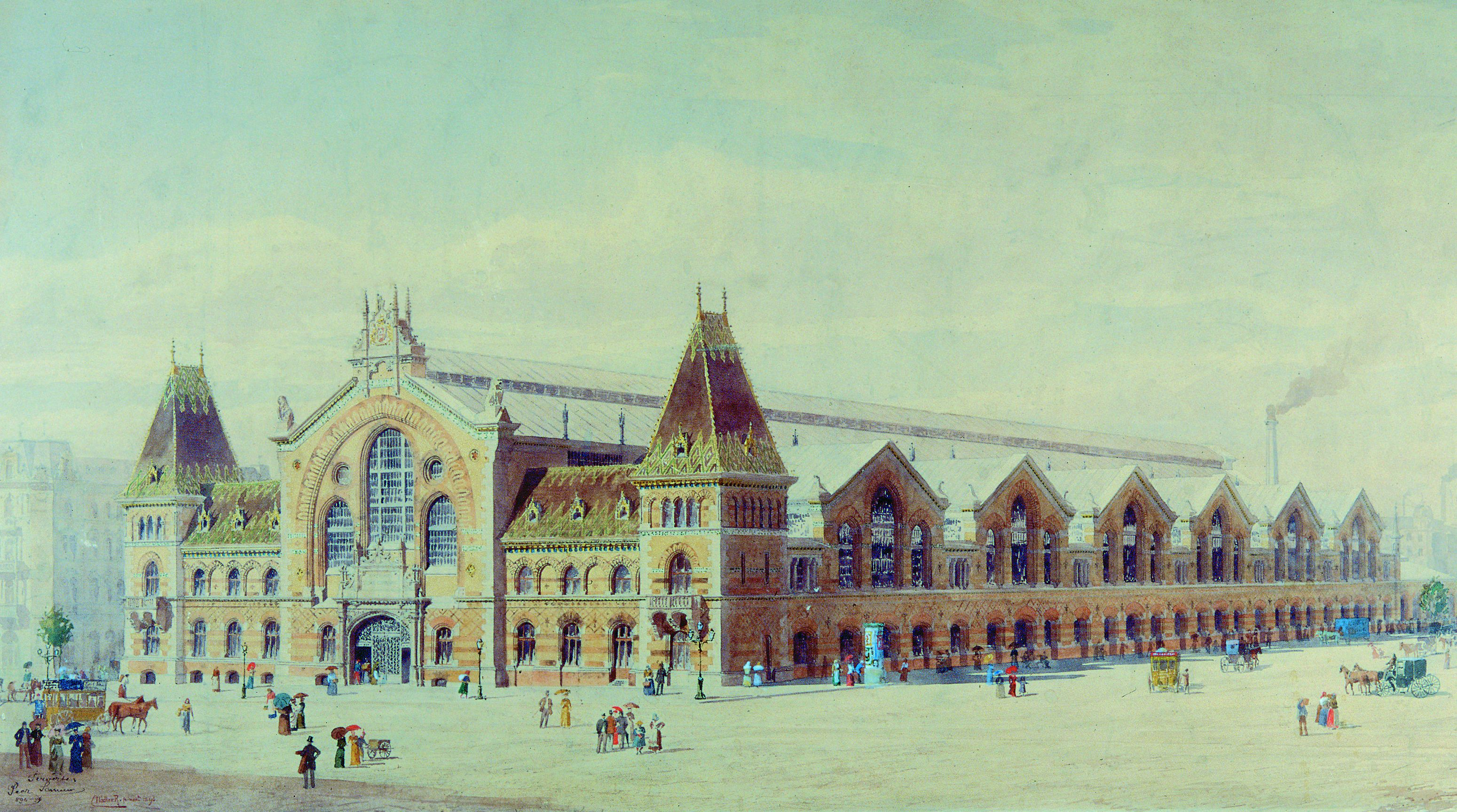
O Mercado de Budapeste en 1898

O Mercado Central de Budapeste, conhecido também como Grande Salão de Mercado de Budapeste (em húngaro:  Központi Vásárcsarnok, ou Nagyvásárcsarnok) é o maior mercado retalhista coberto da Hungria. Fica no Boulevard Vámház, frente à praça Fővám, perto da Ponte da Liberdade sobre o rio Danúbio, em Budapeste, no distrito IX, contíguo à Universidade Corvinus de Budapeste. O Mercado Central de Budapeste é administrado e operado pela CSAPI (Fővárosi Önkormányzat Csarnok és Piac Igazgatósága), instituição húngara que se encarrega da gestão dos mercados de Budapeste. O endereço é 1093 Budapest, Vámház körút 1-3. É um dos edifícios mais emblemáticos da capital da Hungria e um dos locais mais visitados pelos turistas.

## História
O Mercado Central de Budapeste começou a ser construído em 1894. A sua inauguração foi em 15 de fevereiro de 1897, três anos depois. Nesta mesma data também se inauguraram outras praças de mercado na cidade. O valor total da construção ascendeu a um milhão e novecentos mil forint.
O edifício foi desenhado pelo professor universitário Samu Pecz  e na sua construção trabalharam importantes artesãos da época. O seu primeiro administrador foi Nándor Ziegler.
A zona de entrada é de inspiração neogótica e um elemento distintivo é o teto, decorado como ladrilhos coloridos Zsolnay provenientes de Pécs. Durante as guerras mundiais, o mercado foi completamente danificado, e esteve fechado muitos anos até ao restauro completo em 1990, que lhe devolveu o antigo esplendor.
O mercado oferece uma grande variedade de produtos, em três andares. A maioria das bancas no piso térreo vende carnes, doces, doces, caviar, especiarias (em especial paprika), e vinhos como o Tokaji. O segundo andar abriga principalmente restaurantes, lojas de souvenirs e um stand que serve lángos frito (uma especialidade húngara). Na cave há um supermercado e um mercado de peixe. Está aberto ao público de segunda-feira a sábado.